# Karabin maszynowy MG 34
Maschinengewehr 34 (MG34) – niemiecki uniwersalny karabin maszynowy z okresu międzywojennego, popularnie stosowany przez Wehrmacht w czasie II wojny światowej. Pierwszy uniwersalny karabin maszynowy wprowadzony na wyposażenie Wehrmachtu.

## Historia
W 1934 roku, zaraz po dojściu do władzy NSDAP i Adolfa Hitlera, Niemcy poczuli się dostatecznie silni, aby odważyć się łamać traktat wersalski, który ograniczał między innymi produkcję broni automatycznej. Otwarcie łamali zakaz zbrojąc się. Jedną z podstawowych potrzeb był lekki i niezawodny karabin maszynowy, który zastąpiłby solidne, ale ciężkie sMG 08 i niezbyt udane leMG 08/15.
Zadanie wyprodukowania prototypów zlecono przedsiębiorstwu Mauser. Projekt opracował inż. Louis Stange z przedsiębiorstwa Rheinmetall. Prace postępowały bardzo szybko. Ułatwieniem było to, że po nałożeniu zakazów traktatu wersalskiego wiele fabryk broni nieautomatycznej i sportowej kontynuowało, pod różnymi przykrywkami, konstrukcję broni maszynowej. Wiele projektów badawczych zlecano za granicą.
Nowy karabin powstał już w 1934 roku i został wprowadzony do uzbrojenia Wehrmachtu pod oznaczeniem Maschinengewehr 34 (MG34). Nowa broń charakteryzowała się wieloma nietypowymi rozwiązaniami konstrukcyjnymi. Karabin zależnie od potrzeb mógł być zasilany z magazynków lub taśmy. Zmiana rodzaju zasilania wymagała zmiany pokrywy komory zamkowej (jedna komora miała gniazdo magazynka, druga była wyposażona w mechanizm przesuwu taśmy).
Louis Stange zastosował w nowej broni nietypowy mechanizm spustowy. Broń, pomimo braku przełącznika rodzaju ognia, mogła strzelać zarówno ogniem pojedynczym jak i seriami. Zapewniała to specjalna konstrukcja mechanizmu spustowego i spustu. Spust posiadał dwa wgłębienia. Przy ściąganiu spustu górnym wgłębieniem (oznaczone literą "E") strzelał ogniem pojedynczym, a przy ściąganiu spustu wgłębieniem dolnym (oznaczonym literą "D") seriami.
Uniwersalny karabin maszynowy MG 34 stał się podstawową zespołową bronią maszynową niemieckich sił zbrojnych. Występował w uzbrojeniu wszystkich ich rodzajów. W piechocie, broni pancernej, lotnictwie (oddziały spadochronowe i ochrona lotnisk), marynarce wojennej. Jednak dość szybko okazało się, że jest to broń doskonała, ale trudna w produkcji i wymagająca starannej obsługi. Doświadczenia bojowe wykazały, że bez zasilania magazynkowego można się obejść, a z ukaemu strzela się wyłącznie seriami. Dlatego pojawienie się znacznie prostszego, tańszego i łatwiejszego w produkcji ukmu MG42 spowodowało, że od 1943 roku MG 34 zaczął znikać z uzbrojenia jednostek piechoty.
MG34 do końca wojny był stosowany jako uzbrojenie czołgów i innych pojazdów pancernych, gdyż w przeciwieństwie do MG-42, którego lufę wymienia się w bok, pozwalał na wymianę lufy do tyłu po przekręceniu komory zamkowej oraz ze względu na kwadratowy kształt osłony lufy nowszej broni, który czynił ją nieprzydatną (mniejszy kąt ostrzału przy zastosowaniu jarzm kulowych) jako uzbrojenie wspomagające niemieckich pojazdów bojowych.
W czasie wojny MG34 były używane głównie przez jednostki niemieckie, pewna liczba zdobycznych MG 34 znalazła się także na uzbrojeniu armii amerykańskiej (wydano nawet instrukcję "TM E9-206A German 7,9-mm Dual Purpose Machine Gun MG34" przeznaczoną dla obsług zdobytych ukaemów). Po wojnie karabiny MG-34 były używane przez wojska Czechosłowacji, Francji, Izraela. Pojawiły się nawet podczas wojny wietnamskiej i secesji Biafry.

## Wersje
- MG 34/41 – uproszczono technikę wykonania (mechanizm spustowy tylko do ognia seriami), zwiększono szybkostrzelność.
- MG 34S – uproszczono konstrukcję, skrócono lufę, zasilanie wyłącznie z taśmy nabojowej.

Nowe życie MG34 zyskał (po wizualnym liftingu) jako ciężki blaster szturmowców Imperium w "Gwiezdnych wojnach" G. Lucasa.

## Konstrukcja
Broń samoczynno-samopowtarzalna, działająca na zasadzie krótkiego odrzutu lufy. Ryglowanie przez obrót tłoka zaporowego. Zasilanie z metalowej, segmentowej taśmy ogniwkowej Gurt 34, z ogniwkami otwartymi, o pojemności 50 nabojów (segmenty można było łączyć), magazynka bębnowego Gurttrommel o pojemności 50 pocisków lub magazynka siodłowego (dwubębnowego) Doppeltrommel o pojemności 75 nabojów. Donośnik przesuwakowy umożliwiający dwustronne przesuwanie taśmy. Mechanizm uderzeniowy igliczny z oddzielną sprężyną uderzeniową. Lufa szybkowymienna, chłodzona powietrzem. Celownik słupkowy odchylny, z odchylnym celownikiem przeciwlotniczym. Kolba odejmowana, drewniana lub z tworzywa sztucznego.
Dwójnóg, składany w położeniu marszowym. W opcjonalnym wyposażeniu znajduje się podstawa trójnożna (Lafette 34) umożliwiająca prowadzenie ognia zarówno bezpośredniego jak i pośredniego. Istniała także podstawa trójnożna przeznaczona do strzelań przeciwlotniczych. W skład wyposażenia dodatkowego wchodziło: noszak do magazynków (Trommeltrager 34), pas nośny (Laufbehalter 34/Laufschutzer 34), trójnóg przeciwlotniczy (Dreifuss 34), ciężka podstawa trójnożna (MG Lafette 34), przybornik strzelca (Werkzeugtasche 34) zawierający celownik przeciwlotniczy i zapasowy zamek, azbestowa szmatka do wymiany lufy, wyciągacz zerwanych łusek, oliwiarka, pojemnik na siarkę, początek taśmy oraz klucze do demontażu broni.

## Czas produkcji i cena
Produkcja jednej sztuki MG-34 zajmowała 150 roboczogodzin i kosztowała 327 Reichsmarek.

## Galeria

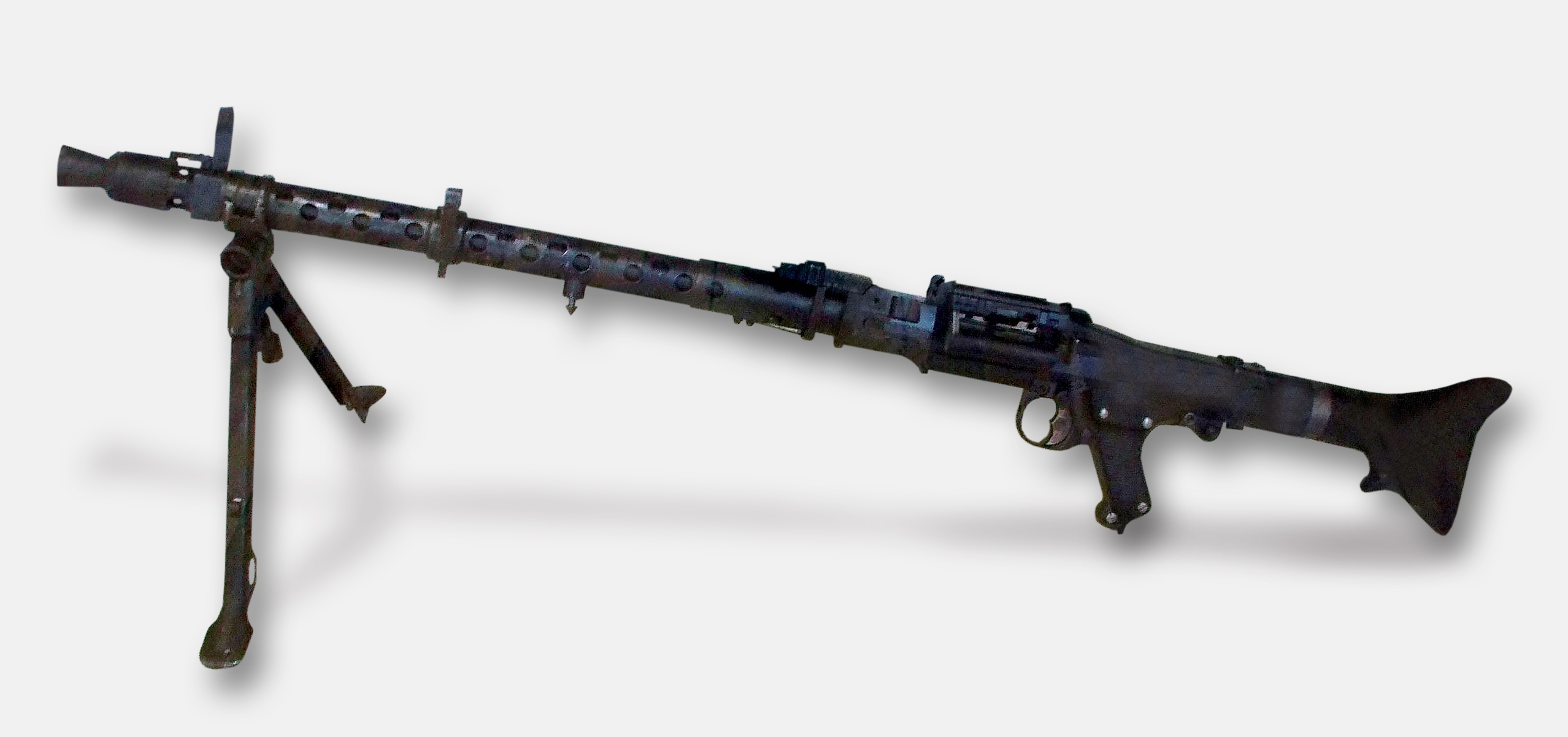
MG 34 z rozłożonym dwójnogiem
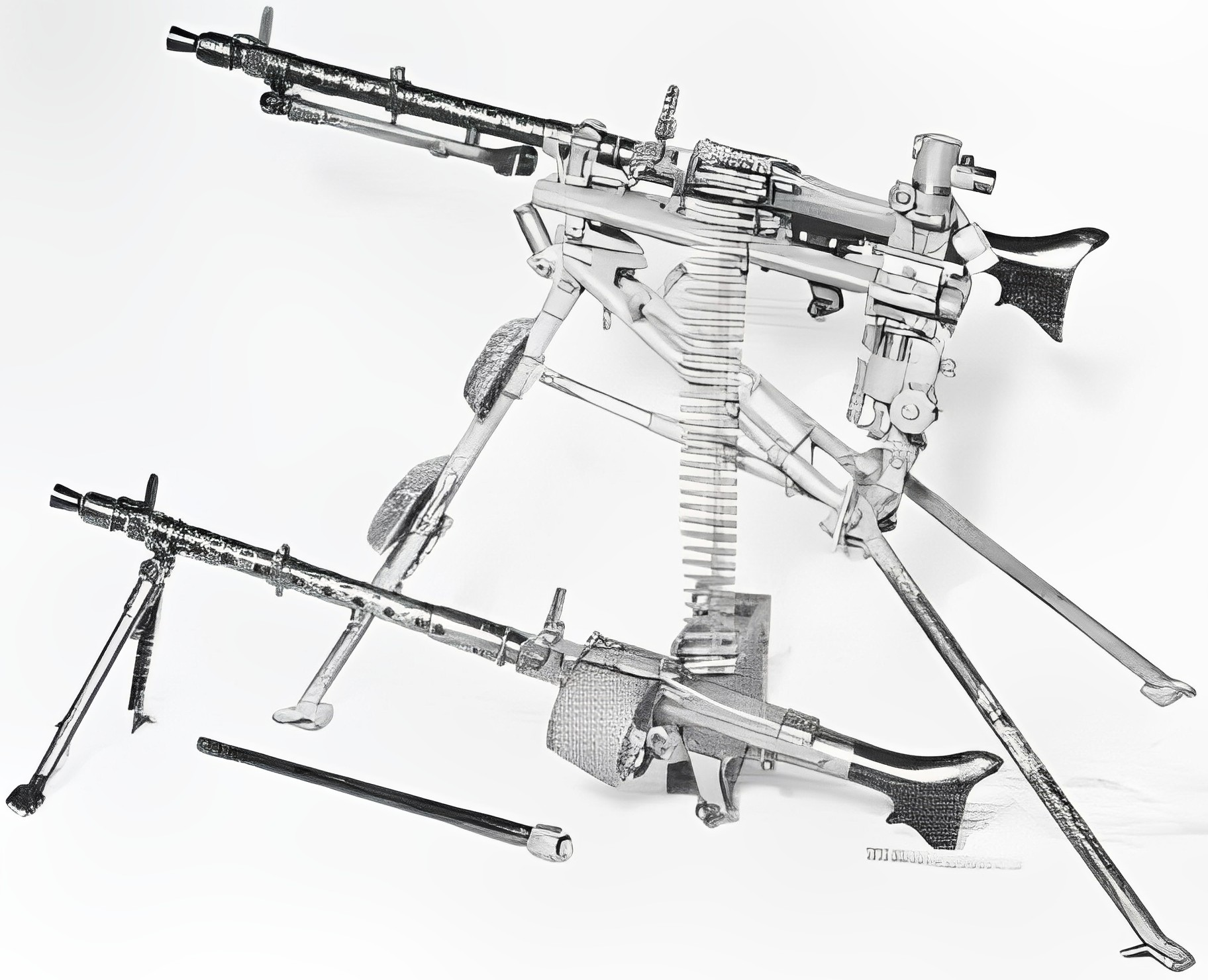
ukm MG 34 w roli: ckm (na trójnogu) rkm (na dwójnogu)
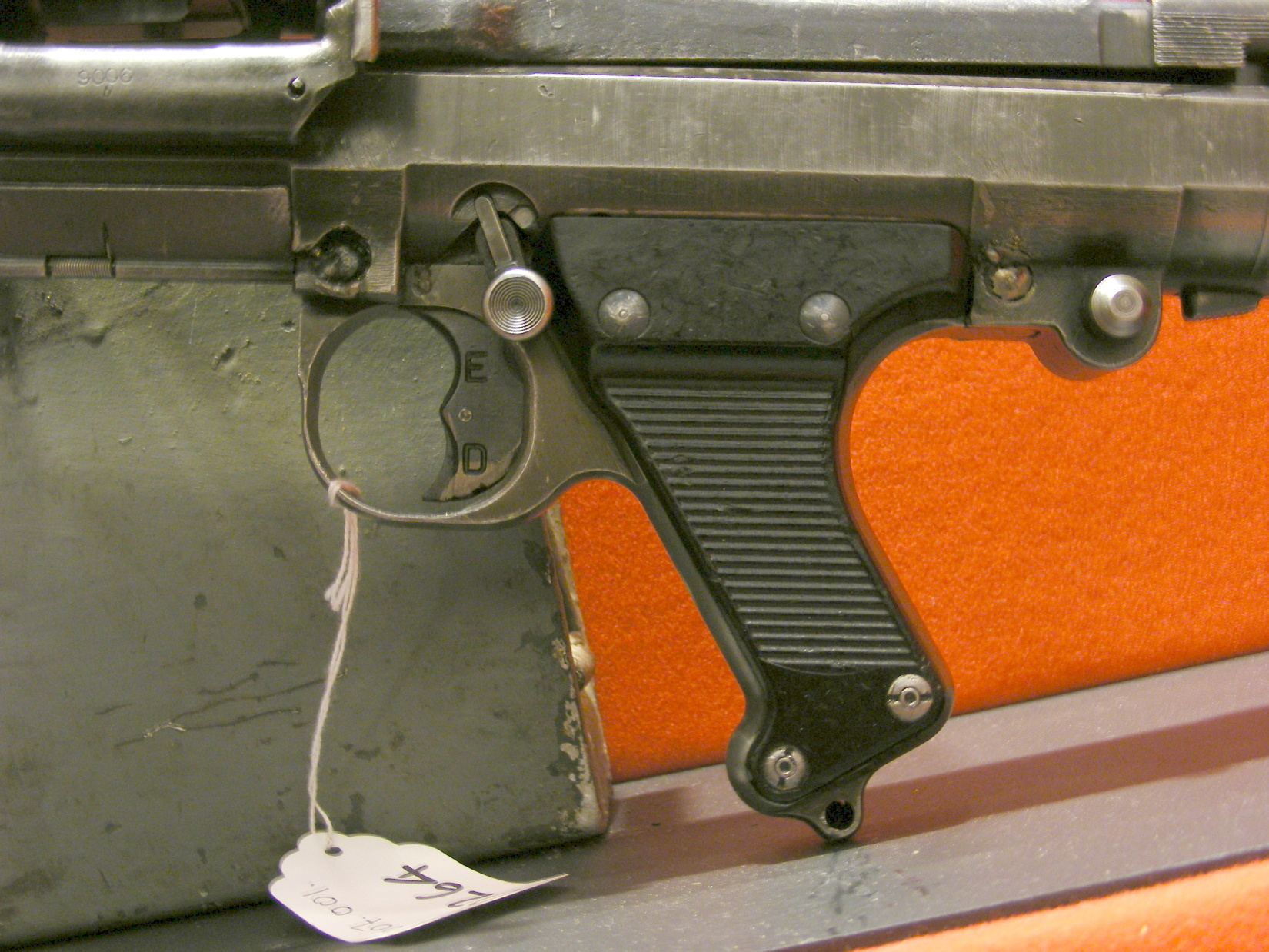
Spust umożliwiający strzelanie: seriami (D) ogniem pojedynczym (E)
- Amerykańskie testy MG 34 w 1943 r.